# Forêt nationale d'Altamira
La forêt nationale d'Altamira (portugais : Floresta Nacional Altamira) est une forêt nationale brésilienne. Elle se situe dans la région Nord, dans l'État du Pará.
Le parc fut créé le 1998 et couvre une superficie de 724 965,51 hectares.
Il s'étend sur le territoire de la municipalité de Novo Progresso.